# Орикола
Орикола (итал. Oricola) — коммуна в Италии, расположена в регионе Абруццо, подчиняется административному центру Л’Акуила.
Население составляет 1075 человек (на 2007 г.), плотность населения составляет 56,39 чел./км². Занимает площадь 18,39 км². Почтовый индекс — 67063. Телефонный код — 0863.
Покровительницей коммуны почитается святая Реститута. День города ежегодно празднуется 17 мая.